# Móveis Coloniais de Acaju
Móveis Coloniais de Acaju est un groupe brésilien de pop rock, originaire de Brasilia, avec des influences de rock indépendant, de post-punk, de garage rock, de ska et de musique brésilienne. Formé en 1998 et connu à l'origine par le public local sous l'acronyme MCA, le groupe compte trois albums : Idem (2005), C mpl te (2009) et De Lá até Aqui (2013).
L'origine du nom du groupe, entre autres versions, est basée sur un événement historique fictif, la révolte d'Acaju - un supposé conflit unissant Indiens et Portugais contre les Anglais sur l'île de Bananal,. Le 26 septembre 2016, après 18 ans de carrière, le groupe annonce mettre fin à ses activités pour une durée indéterminée.

## Histoire

### Genèse
Le nom du groupe est un hommage à un épisode fictif de l'histoire brésilienne, la révolte d'Acaju (Revolta do Acaju). Selon Fabrício Ofuji, la révolte a lieu vers le XVIIIe siècle, à la fin de la période coloniale, lorsque les Anglais, après avoir été vaincus à plusieurs reprises en tentant d'envahir le pays, ont décidé de l'envahir par les voies navigables de la région du Nord. Les Anglais ont alors envahi l'île de Bananal et s'y sont installés à l'insu du Portugal. Les envahisseurs ont commencé à fabriquer des meubles à partir du bois local, un cèdre rougeâtre (communément appelé « Acaju »). Lorsque les Portugais ont découvert l'invasion, ils ont rassemblé des colons, des Indiens et des esclaves pour expulser les Anglais de l'île. Les Portugais sortent victorieux de la révolte et décident de brûler les meubles produits par les Anglais (ou « meubles coloniaux »), en guise de célébration.

### Formation et succès
Formé en 1998, le groupe commence par donner des concerts dans la tente communautaire de l'université de Brasilia et, deux ans plus tard, il se faisait déjà un nom sur la scène nationale. Leur participation au Porão do Rock en 2000 leur a valu une série de participations à des festivals dans tout le Brésil et des apparitions dans la presse nationale.
En termes gastronomiques, le son de Móveis Coloniais de Acaju est qualifié de « feijoada búlgara » par les membres eux-mêmes. Il est possible de reconnaître le rock et le ska avec l'influence des rythmes d'Europe de l'Est et de la musique brésilienne.
Leur premier album, Idem, sort en 2005, produit par Rafael Ramos, avec un tirage initial de 3 000 exemplaires. L'album est bien accueilli et atteint la barre des 2 000 exemplaires vendus dans les dix premiers jours. L'album sort également en 2007. Sem Palavras, le single sorti par le groupe en 2007, est classé 21e dans la liste des 50 meilleures chansons de l'année du magazine Rolling Stone. L'album sort également en 2008. En 2008, le groupe effectue une tournée en Europe.
En 2009, le groupe sort le single Falso Retrato (U-HU) et prépare de nouvelles chansons en partenariat avec des poètes brésiliens, formant l'album C mpl te, considéré comme le cinquième meilleur album de l'année par le magazine Rolling Stone. En 2014, le groupe crée « Móveis Axé 90 », un événement carnavalesque dont le répertoire comprend des tubes des années 1990 et se produit sur des scènes dans tout le Brésil.

### Événements et festivals
Le groupe participe à des événements tels que le Festival de musique de Brasilia (2003), le Festival de rock de Curitiba (2005), Bananada (2003 et 2004), Porão do Rock (2000, 2005, 2007 et 2008), le Festival MPB de l'UNESP à Ilha Solteira (2008), la FMB (Feira Música Brasil) à Recife en 2009, João Rock en 2015 et, surtout, le Rock in Rio 2011. Entre concerts et festivals, le groupe se produit aux côtés de groupes américains tels que Weezer, Live, Alanis Morissette, Simply Red, Slackers et Voodoo Glow Skulls, du groupe vénézuélien Desorden público et des groupes brésiliens bien connus Charlie Brown Jr., Ultraje a Rigor, Ira!, Pato Fu, Barão Vermelho, Dead Fish et Los Hermanos.
Ils participent également au festival Indie Rock en 2007, se produisant aux côtés de groupes nationaux et étrangers de rock indépendant, dont The Magic Numbers, The Rakes, et les Brésiliens Moptop et Nação Zumbi.
Le contact avec les groupes, l'apprentissage sur la route et l'attachement à Brasilia permettent au groupe de créer son propre festival, Móveis Convida. De la première édition, encore expérimentale (fin 2005) à la dernière (en avril 2009, qui marque le début des nouvelles chansons), plus de 20 groupes (dont des groupes renommés comme Pato Fu, Los Hermanos et Black Drawing Chalks) et un public moyen de 4 000 personnes par édition. Le festival cesse cependant d'appartenir au groupe en 2014 ; il est organisé uniquement par son bassiste et producteur. Il y a 17 éditions en 11 ans d'activité.

### Concerts d'adieu
Après 18 ans sur la route, le groupe annonce une pause indéfinie dans ses activités, mais par respect et considération pour sa légion de fans, il a organisé plusieurs concerts « d'adieu » ou peut-être « à bientôt » : 19 et 20 novembre 2016 - Théâtre Mars à São Paulo ; 16 décembre 2016 - Centro Cultural Imperator, à Rio de Janeiro ; et 31 décembre 2016 - Esplanada dos Ministérios, à Brasilia.

### Retour
Le 30 mars 2020, les anciens membres André Gonzales, Beto Mejía, Esdras Nogueira, Fernando Jatobá et Gustavo Dreher reprennent leur partenariat dans le projet Remobília,,. 

## Discographie

### Albums studio
- 2005 : Idem
- 2009 : C_mpl_te
- 2013 : De Lá até Aqui

### EP
- 2001 : Móveis Coloniais de Acaju
- 2007 : Vai Thomaz No Acaju (avec Gabriel Thomaz)

### Singles
- 2006 : Seria o Rolex?
- 2007 : Sem Palavras
- 2009 : O Tempo
- 2009 : Falso Retrato (U-hu)
- 2011 : Dois Sorrisos (en partie avec Leoni)[17]
- 2012 : Vejo em Teu Olhar

### DVD
- 2010 : Ao vivo no Auditório Ibirapuera
- 2014 : Mobília em Casa - Móveis Coloniais de Acaju e a Cidade

## Distinctions
| Année | Prix                   | Catégorie            | Indication                | Résultat | Réf.   |
| ----- | ---------------------- | -------------------- | ------------------------- | -------- | ------ |
| 2010  | Prêmio Multishow 2010  | Experimente          | Móveis Coloniais de Acaju | Lauréat  | [ 18 ] |
| 2011  | MTV Video Music Brasil | Vidéoclip de l'année | O Tempo                   | Lauréat  |        |
| 2011  | MTV Video Music Brasil | Clip web             | Dois Sorrisos             | Lauréat  |        |